# Xuhui

District Xuhui

Xuhui (Vereenvoudigd Chinees: 徐汇区, Traditioneel Chinees: 徐匯區, pinyin: Xúhuì Qū) is een district in het centrum van Shanghai, in het zuiden van Puxi. Het district heeft een oppervlakte van 54,76 km² en telde in 2001 847.900 inwoners.
De wijk bevindt zich ten zuiden van het district Luwan en vormt de zuidelijke uitstulping van Puxi. Historisch gezien is het district gebouwd rond de oude uitgaansbuurt Xujiahui. Ook deze buurt behoorde, net als het huidige district Luwan tot de Franse Concessie van Shanghai en was een van de betere woonwijken. Recent werd het district georiënteerd en herontwikkeld naar een commerciële zone, met grote winkelcentra en grootwarenhuizen.
De oude onderwijstraditie in Xuhui, ingezet door de aanwezigheid van de Jezuïeten, blijft behouden door de aanwezigheid van de prominentste universiteit van China, de Shanghai Jiao Tong Universiteit in dit district, naast de aanwezigheid van enkele gerenommeerde scholen die secundair onderwijs aanbieden.
Een snelweg in het noorden van het district die de rivier dwarst met de Xupubrug, verbindt het district met het oostelijke deel van de stad, het nieuwe zakencentrum van Pudong en de Luchthaven Shanghai Pudong in oostelijke richting, en met de Luchthaven Shanghai Hongqiao in westelijke richting. De Minpubrug ten zuiden van het district, op het grondgebied van Minhang, verbindt dit deel van Shanghai via een andere route met de Luchthaven Shanghai Pudong.

## Stedenband
Het district Xuhui heeft een stedenband met
- Kusatsu, Japan, sinds 1990

## Galerij

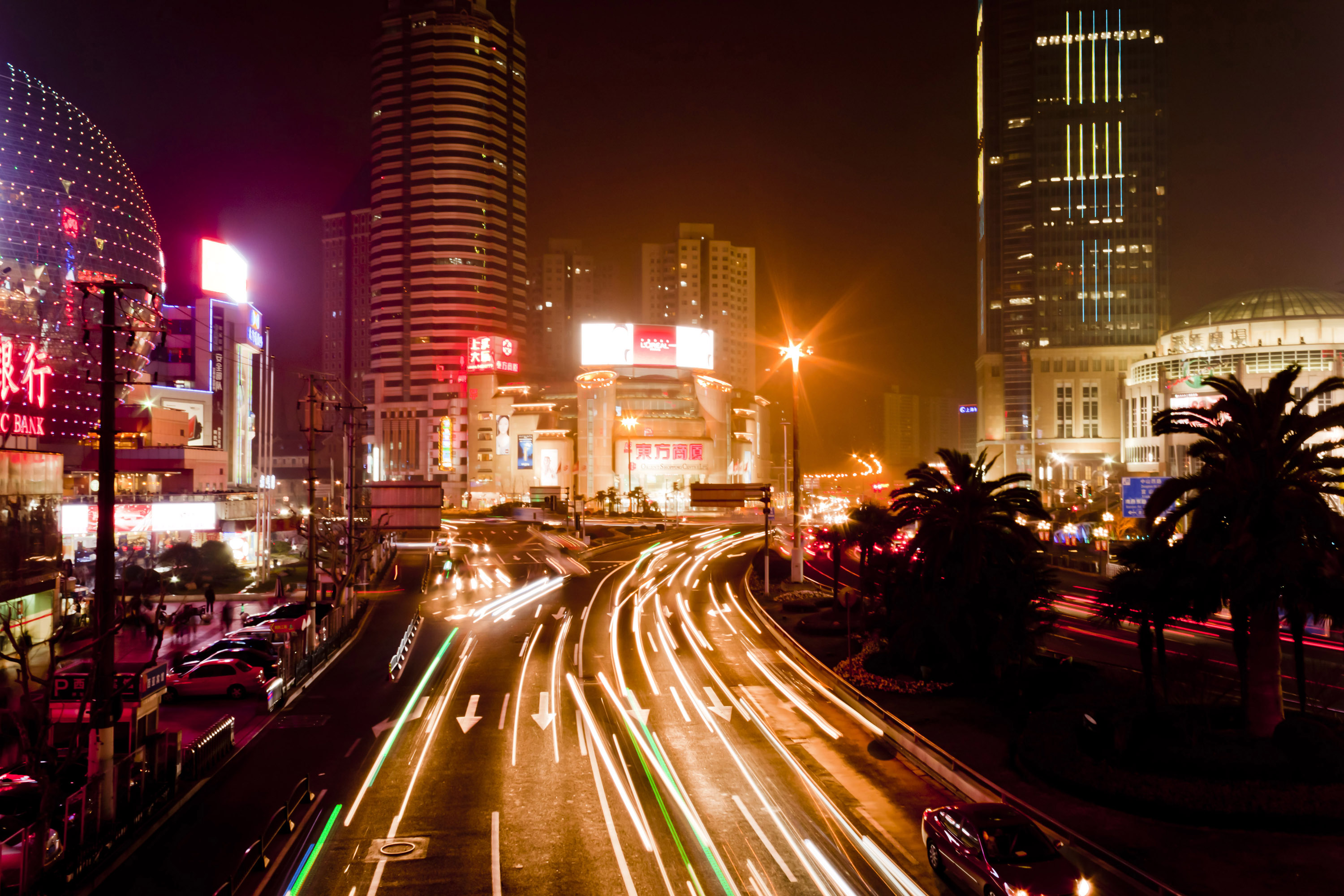
Xujiahui nachtleven
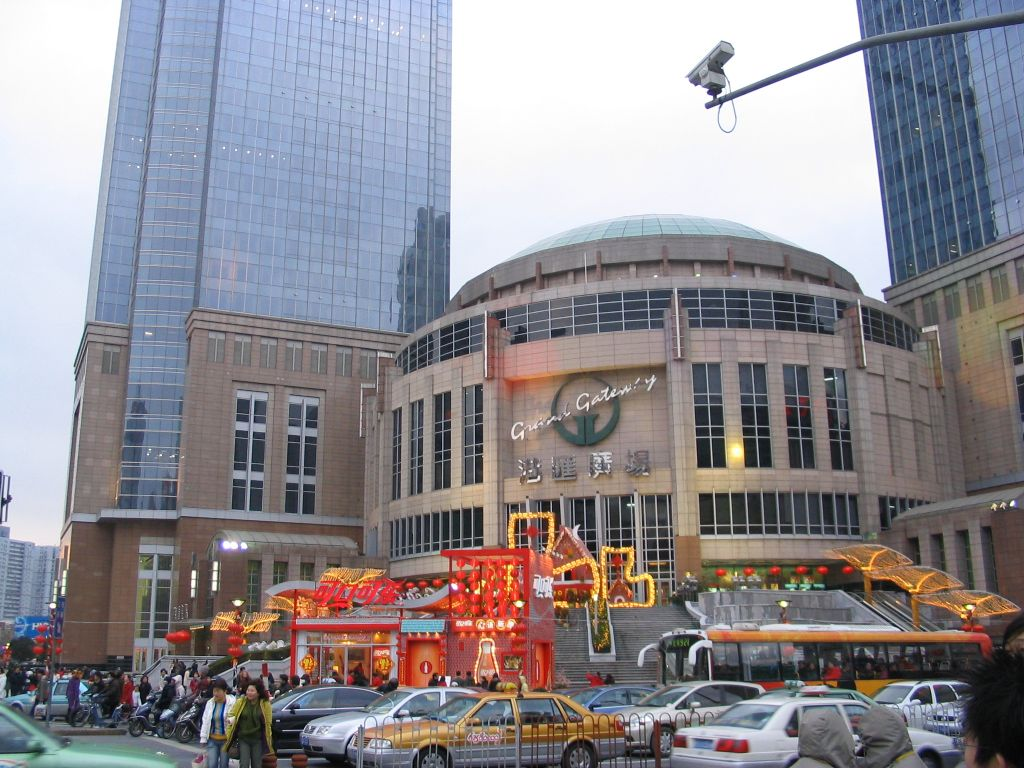
Grand Gateway
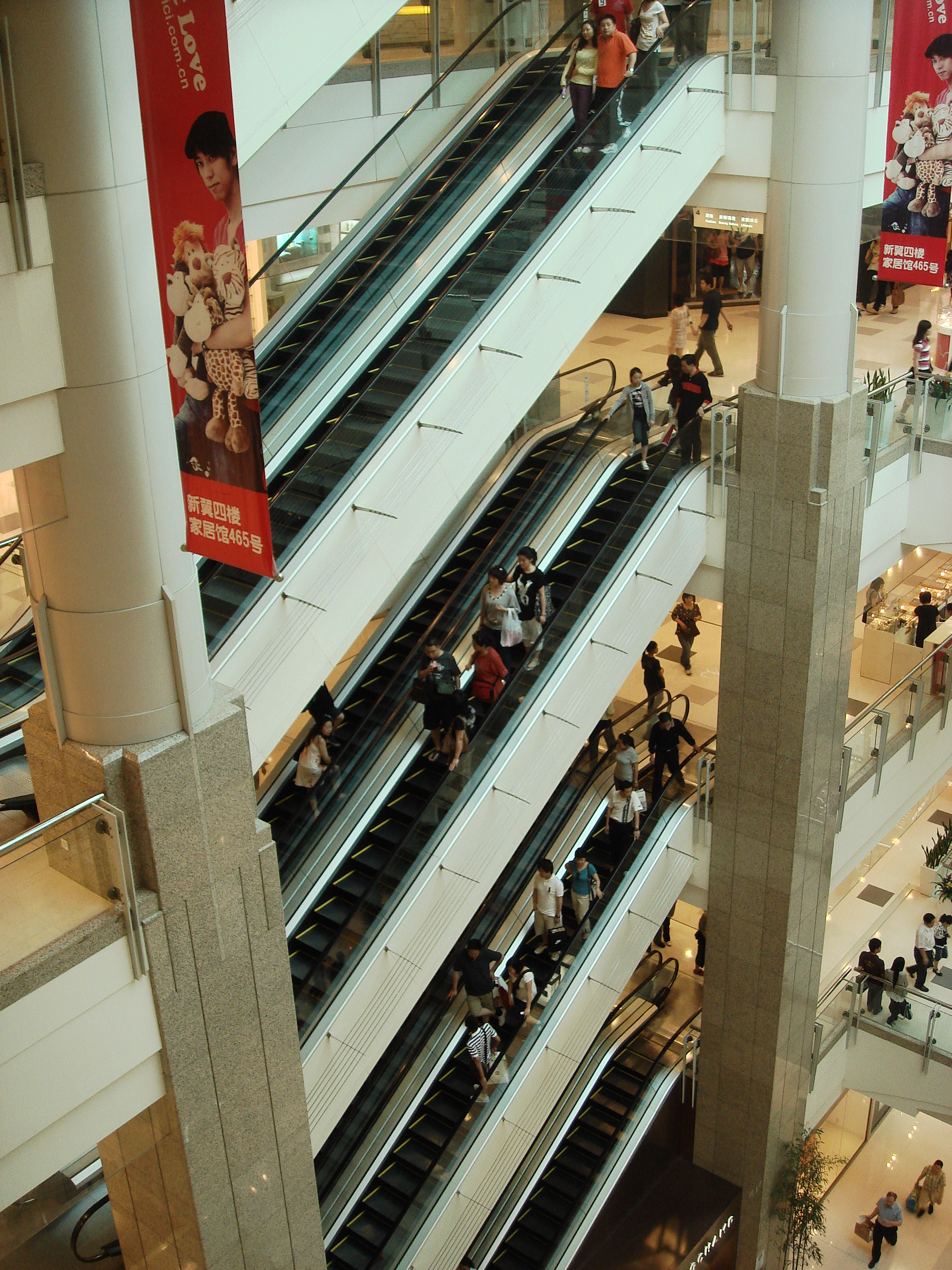
Grand Gateway Plaza winkelcentrum
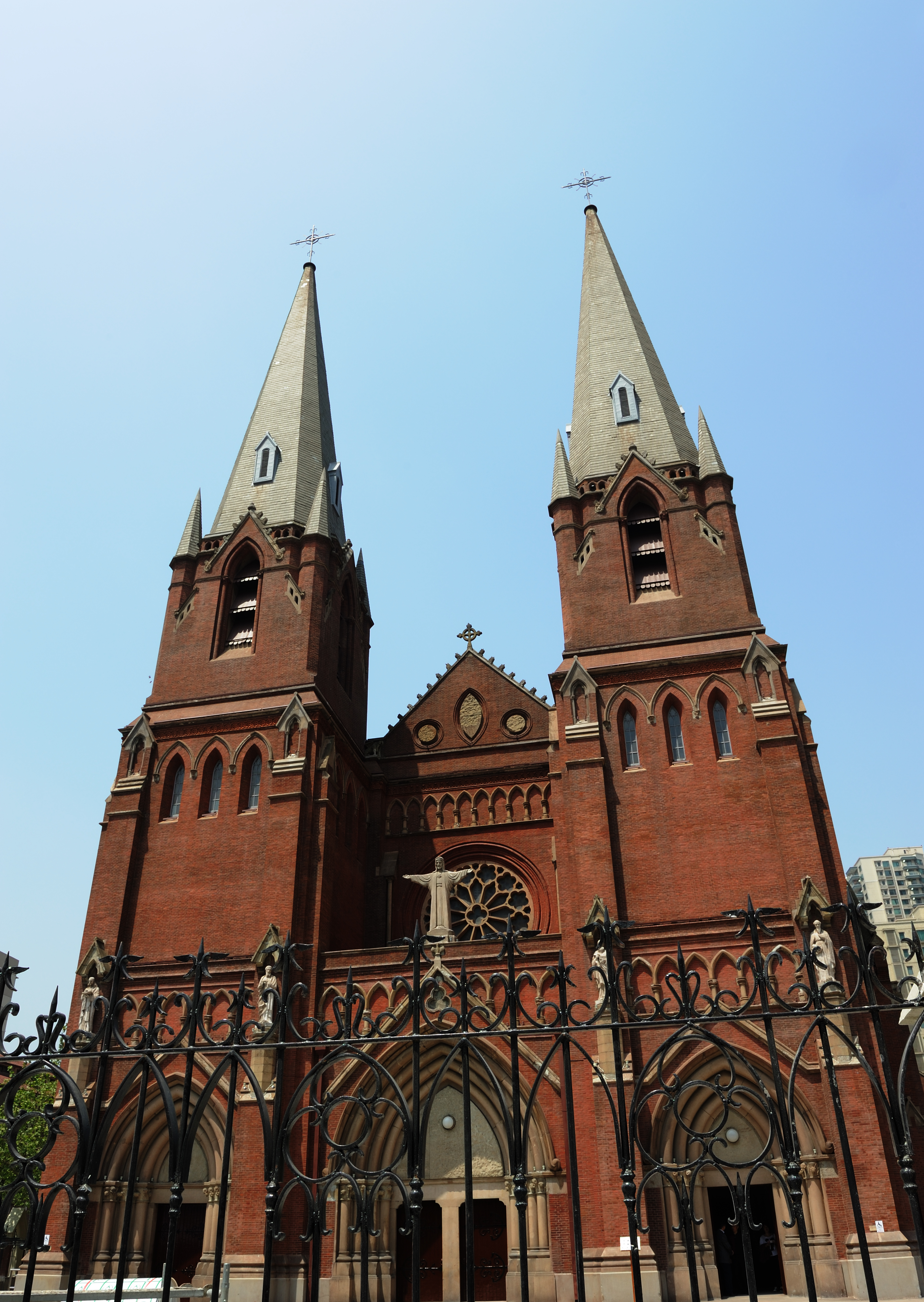
Sint-Ignatiuskathedraal in Xujiahui
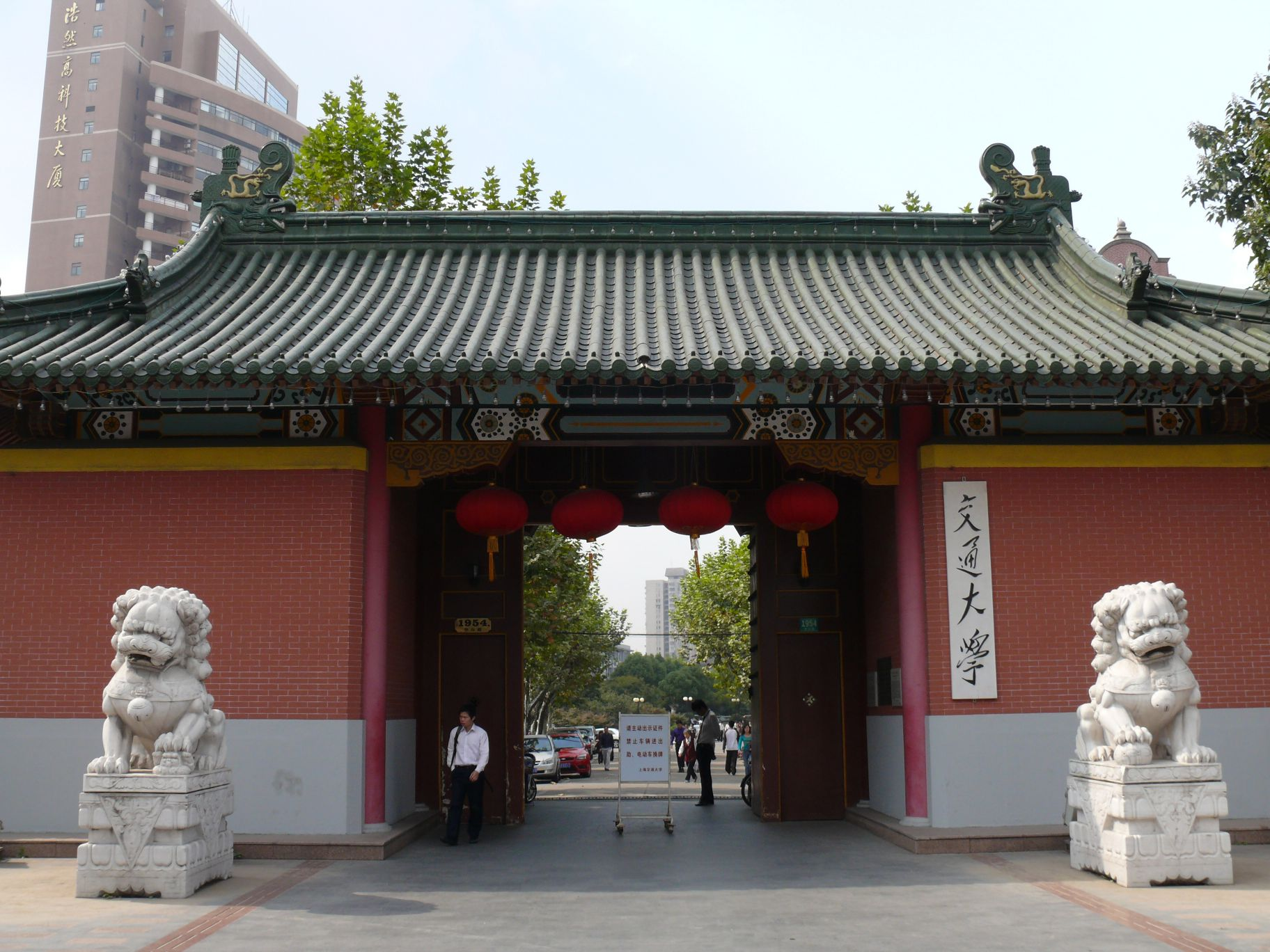
Shanghai Jiao Tong universiteit